# Lymantria lateralis
Lymantria lateralis este o specie de molii din genul Lymantria, familia Lymantriidae, descrisă de Felix Bryk 1949 Conform Catalogue of Life specia Lymantria lateralis nu are subspecii cunoscute.